# نصف‌النهار ۱۶۸ درجه غربی
نصف‌النهار ۱۶۸ درجه غربی ۱۶۸مین نصف‌النهار غربی از گرینویچ است که از لحاظ زمانی 11ساعت و 12دقیقه با گرینویچ اختلاف زمانی دارد.
این نصف‌النهار از قطب شمال شروع و از مناطق زیر گذشته و به قطب جنوب ختم می‌شود.
- اقیانوس آرام